# Bourg-Saint-Andéol
Bourg-Saint-Andéol é uma comuna francesa na região administrativa de Auvérnia-Ródano-Alpes, no departamento de Ardèche. Estende-se por uma área de 43,74 km². Em 2010 a comuna tinha 7 332 habitantes (densidade: 167,6 hab./km²).